# Rymdgeometri

Geometriska figurer i tre dimensioner

Rymdgeometri, tidigare benämnt stereometri, är den gren av geometrin som behandlar studiet av geometriska figurer i tre dimensioner. Inom analytisk geometri  är en tredimensionell rymdgeometrisk punkt bestämd av tre tal (koordinater) i ett tredimensionellt koordinatsystem.